# اوتکاتاسانا

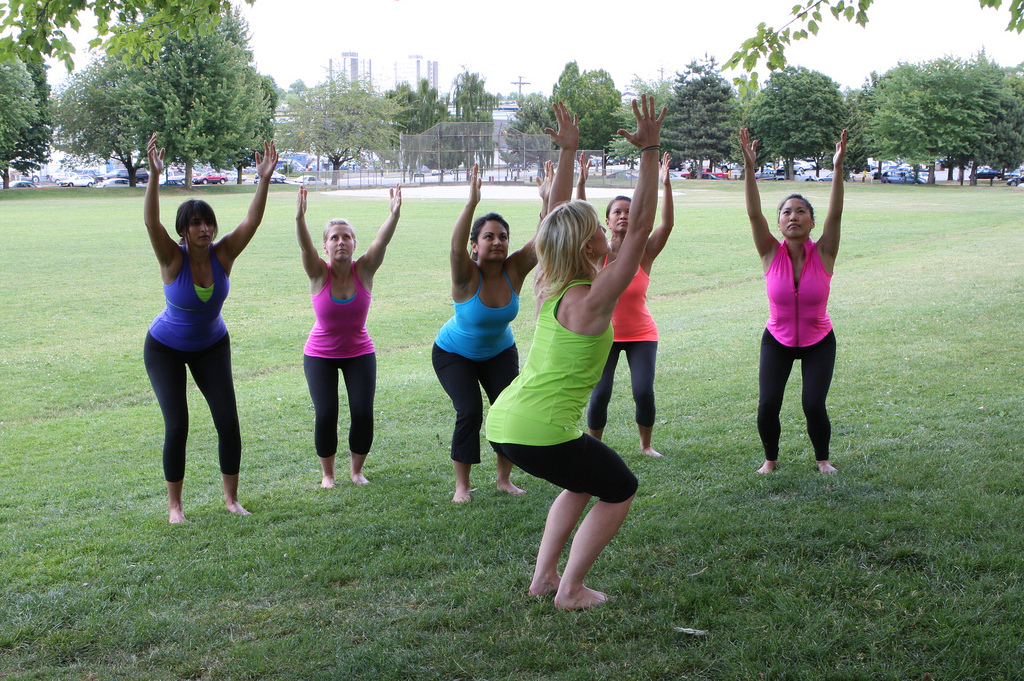
اوتکاتاسانا

اوتکاتاسانا (سانسکریت: उत्कटासन ; IAST: Utkaṭāsana)، حالت صندلی، یا وضعیت قدرتمند، یک آسانای ایستاده در یوگا مدرن به عنوان ورزش است. این یک آسانا با چمباتمه پایین در هاتا یوگا قرون وسطایی بوده‌است.

## ریشه‌شناسی
این نام از کلمات سانسکریت utkaṭa (उत्कट) به معنای قدرتمند و قوی، بالاتر از معمول، شدت، قدرت" و āsana (आसन) به معنای حالت قرار گرفتن است.
گفته می‌شود وضعیت صندلی از Krishnamacharya سرچشمه می‌گیرد. نسخه قدیمی‌تر این حالت، با چمباتمه زدن یوگی به سمت پایین تا پاشنه‌ها در وضعیتی نزدیک به Upaveshasana، در قرن نوزدهم Sritattvanidhi نشان داده شده‌است.

## شرح
در اوتکاتاسانا، زانوها به اندازه عرض باسن از هم باز و خم شده‌اند. باسن عقب است و قفسه سینه جلو است. هر دو بازو بالای سر و در راستای گوش قرار دارند. ستون فقرات کشیده‌است. این حالت به شکل صاعقه است و گفته می‌شود قدرتمند و محرک است.